# Плитка поезија
Плитка поезија је први студијски албум новосадског бенда Пекиншка патка. Албум садржи 15 песама од којих су хитови Боље да носим крату косу, Стоп стоп, Бити ружан, паметан и млад и Ја сам панкер у старом сакоу. Изашао је 1980. у издању Југотона.

## О албуму
Албум је снимљен у марту 1980. године у Новом Саду. Већина хитова је објављена на сингл плочама.   Песма Ја сам панкер у старом сакоу коришћена је у ТВ филму Кост од мамута из 1979. са Славком Штимцем и Ђорђем Балашевићем.
Албум је праћен спотом за песму Стоп стоп.